# Cho Jin-soo
Kim Tae-young (kor. 조진수; * 2. September 1983) ist ein ehemaliger südkoreanischer Fußballspieler.

## Karriere
Cho Jin-soo erlernte das Fußballspielen in den Schulmannschaften der Anyang Middle School und der Anyang Technical High School sowie in der Universitätsmannschaft der Konkuk University. Seinen ersten Vertrag unterschrieb er 2002 bei den Jeonbuk Hyundai Motors. Das Fußballfranchise aus Jeonju spielte in der ersten Liga, der K League 1. 2003 und 2005 gewann er mit dem Verein den Korean FA Cup. Die AFC Champions League gewann der mit Jeonbuk 2006. In zwei Endspielen besiegte man den syrischen Verein al-Karama mit insgesamt 3:2. 2007 wechselte er zum Ligakonkurrenten Jeju United nach Jeju-si. 2009 nahm ihn der ebenfalls in der ersten Liga spielende Ulsan Hyundai aus Ulsan unter Vertrag. 2011 verließ er seine Heimat und ging nach Thailand. Hier unterschrieb er einen Vertrag bei Ratchaburi Mitr Phol. Für Ratchaburi spielte er 15-mal in der ersten Liga, der Thai Premier League. 2014 kehrte er wieder in seine Heimat zurück. Hier schloss er sich dem Zweitligisten Suwon FC aus Suwon an. Ende 2014 beendete er seine Karriere als aktiver Fußballspieler.

## Erfolge
Jeonbuk Hyundai Motors
- Korean FA Cup: 2003, 2005
- AFC Champions League: 2006

| Personendaten    | Personendaten                  |
| ---------------- | ------------------------------ |
| NAME             | Cho, Jin-soo                   |
| ALTERNATIVNAMEN  | 조진수 (südkoreanisch)         |
| KURZBESCHREIBUNG | südkoreanischer Fußballspieler |
| GEBURTSDATUM     | 2. September 1983              |